# We Are Warriors
We Are Warriors è un singolo della cantante canadese Avril Lavigne, pubblicato il 24 aprile 2020 come quinto e ultimo singolo estratto dal sesto album in studio Head Above Water.
Il singolo è stato scritto dalla stessa Avril Lavigne assieme a Travis Clark e Chad Kroeger e prodotto dalla stessa Lavigne. Il singolo in questione è un remix realizzato nel 2020 di un brano, Warrior, pubblicato già nel 2019. Il remix presenta un testo parzialmente differente rispetto alla versione originale dell'album, mentre la parte del violino è stata eseguita da Lindsey Stirling.

## Esibizioni dal vivo
Il brano nella sua versione originale è stato cantato dal vivo per la prima volta nel mese di settembre 2019 in uno show organizzato al museo dei Grammy Award. Il 22 aprile la cantante ha inoltre annunciato che si sarebbe esibita in un concerto live il 24 aprile per presentare la canzone per la prima volta nella sua nuova versione.

## Video musicale
Il video musicale del singolo è costituito da foto e brevi video effettuati dai fans  della cantante durante il periodo della quarantena imposta in diversi Paesi nella primavera 2020. È stato pubblicato sul canale Vevo della cantante il 30 aprile 2020.